# ناحیه هلنا، میشیگان
ناحیه هلنا (به انگلیسی: Helena Township) یک منطقهٔ مسکونی در ایالات متحده آمریکا است که در شهرستان انتریم، میشیگان واقع شده‌است.
 ناحیه هلنا ۵۹٫۷ کیلومتر مربع مساحت و ۱٬۰۰۱ نفر جمعیت دارد و ۲۱۲ متر بالاتر از سطح دریا واقع شده‌است.